# Gordon Killick
Gordon Cecil Killick, född 3 juni 1899 i Fulham, död 10 oktober 1962 i Putney, var en brittisk roddare.
Killick blev olympisk silvermedaljör i åtta med styrman vid sommarspelen 1928 i Amsterdam.